# تپه هاشمک
تپه هاشمک مربوط به دوران‌های تاریخی پس از اسلام است و در شهرستان گرمسار، بخش ایوانکی، دهستان ایوانکی، روستای احمدآباد، ۱۵ کیلومتری شمال شهر ایوانکی، شمال شرق روستای احمدآباد واقع شده و این اثر در تاریخ ۲۶ اسفند ۱۳۸۷ با شمارهٔ ثبت ۲۶۰۶۰ به‌عنوان یکی از آثار ملی ایران به ثبت رسیده است.